# Jordegern
Jordegern er en lille gnaver som modsat de fleste andre gnavere går i hi om vinteren.
Jordegernet lever ikke i den danske natur, men nogle arter holdes som kæledyr.

## Kæledyr
Jordegern kræver meget plads og holdes bedst i en voliere[kilde mangler].De kan være svære at gøre tamme. Jordegern kan fodres med blandinger af forskellige kornsorter og pellets, der indeholder vitaminer og mineraler. Jordegern spiser også frugt og grøntsager, f.eks. gulerødder og æbler. Grene fra frugttræer bør også tilbydes så de får brugt deres tænder.
Man kan bruge ugødet spagnum i volieret eller i en kasse. De elsker at grave i jorden. Hæng gerne noget reb op så dit jordegern kan klatre inde i sit voliere.

## Klassifikation
Slægt: Tamias
- Tamias bulleri
- Tamias canipes
- Tamias cinereicolli
- Tamias durangae
- Tamias merriami
- Tamias obscurus
- Tamias palmeri
- Tamias panamintinu
- Tamias quadrimaculatus
- Tamias ruficaudus
- Tamias rufus
- Tamias sibiricus
  - Tamias sibiricus asiaticus
  - Tamias sibiricus lineatus
  - Tamias sibiricus sibiricus
- Tamias sonomae
- Tamias speciosus
- Tamias subg. Eutamias
- Tamias subg. Neotamias
  - Tamias (Neotamias) alpinus
  -  Tamias (Neotamias) amoenus
  - Tamias (Neotamias) minimus
  - Tamias (Neotamias) ochrogenys
  - Tamias (Neotamias) quadrivittatus
  - Tamias (Neotamias) senex
  - Tamias (Neotamias) siskiyou
  - Tamias (Neotamias) townsendii
- Tamias subg. Tamias
  - Tamias (Tamias) striatus
- Tamias umbrinus